# Aeroportul Bafoussam
Aeroportul Bafoussam (IATA: BFX, ICAO: FKKU) este un aeroport din Bafoussam, Provincia de Vest, Camerun, Camerun ce deservește zona Bafoussam. Aeroportul a fost tranzitat în 2018 de 13.377 de pasageri. A fost numit după zona deservită.
Situat la o altitudine de 1.325 m, aeroportul dispune de o singură pistă.